# Risiophlebia
Genre
Risiophlebia est un genre dans la famille des Libellulidae appartenant au sous-ordre des anisoptères dans l'ordre des odonates. Il ne comprend qu'une seule espèce : Risiophlebia dohrni.

## Espèce du genre
- Risiophlebia dohrni (Krüger, 1902)